# Фестий
Фестий или Тестий (др.-греч. Θέστιος) — персонаж древнегреческой мифологии из этолийского цикла, царь города Плеврон в Этолии, отец Леды. Упоминается в античных текстах в первую очередь как герой родословных.

## В мифологии
Античные авторы причисляют Фестия к потомкам Девкалиона и Пирры, но о деталях его происхождения рассказывают по-разному. Павсаний называет его со ссылкой на поэта Асия Самосского сыном Агенора, внуком Плеврона и правнуком Этола; по данным Псевдо-Аполлодора, Фестий был не сыном, а внуком Агенора — через его дочь Демонику, ставшую возлюбленной бога войны Ареса и родившую, кроме Тестия, Эвена, Мола и Пилоса. Автор схолиев к «Аргонавтике» Аполлония Родосского называет мать Фестия Демодикой, Гесиод — Демодокой, Псевдо-Плутарх — Писидикой.
Фестий стал царём города Плеврон. В источниках он упоминается в связи только с двумя эпизодами. Согласно Псевдо-Плутарху, этот герой однажды отправился в путешествие, а по возвращении решил, что его сын Калидон вступил в преступную связь с его женой. Фестий убил сына, вскоре понял, что тот ни в чём не был виноват, и покончил с собой, бросившись в реку Аксен. Эта река получила новое название, Фестий, а ещё позже была названа Ахелоем. Вторая история — о том, как царь Плеврона заключил союз с появившейся в Этолии группой колонистов из Спарты, которую возглавляли двое царевичей-изгнанников, Тиндарей и Икарий. Спартанцы помогли Фестию в его войне с племенами Акарнании. Он расширил свои владения за реку Ахелой и часть завоёванных земель передал своим союзникам, а Тиндарей в связи с этими событиями получил в жёны дочь царя Леду.
Наибольшее значение образ Фестия имел для родословных других мифологических героев. Псевдо-Аполлодор называет его женой Еврифемиду, другие античные авторы — Деидамию, Лаофонту, Левкиппу и Пантеидию. Сыновьями Фестия были Ификл и Афарей у Вакхилида, Ификл, Евипп, Плексипп и Еврипил у Псевдо-Аполлодора, Ификл, Полифант, Фан, Еврипил и Плексипп у схолиастов «Илиады» и «Аргонавтики», Плексипп и Токсей у Овидия, Агенор у Псевдо-Гигина, Профоой и Комет у Павсания, Прокаон у ещё одного схолиаста «Илиады», Калидон у Псевдо-Плутарха. Кроме того, у Фестия было две или три дочери. Алфея стала женой царя Калидона Ойнея, матерью Мелеагра и жены Геракла Деяниры. Гипермнестра (её называют дочерью Фестия не все источники) — это жена Экла и мать Амфиарая, а Леда — жена царя Спарты Тиндарея и возлюбленная Зевса, мать Диоскуров, Елены и Клитемнестры.